# E. Elias Merhige
Edmund Elias Merhige (Brooklyn, 14 giugno 1964) è un regista, sceneggiatore e produttore cinematografico statunitense.

## Biografia
Edmund Elias Merhige, conosciuto professionalmente come E. Elias Merhige, è nato il 14 giugno 1964 a Brooklyn, New York. È un regista e sceneggiatore americano rinomato sia per le sue opere nel cinema mainstream sia per quelle nel cinema underground.
Merhige ha iniziato la sua carriera nel teatro newyorkese, concependo il suo film d'esordio, "Begotten" (1989), come un'opera teatrale sperimentale. Questo film surreale e horror è diventato un classico di culto grazie al suo stile unico e alla sua narrativa visiva estrema. "Begotten" è noto per la sua rappresentazione brutale della morte di Dio e della nascita di Madre Terra, e ha avuto un impatto significativo nel mondo del cinema sperimentale (AllMovie).
Nel 2000, Merhige ha diretto "Shadow of the Vampire", un film drammatico horror con John Malkovich e Willem Dafoe, che esplora una versione fittizia della produzione del classico film "Nosferatu". Questo film ha ottenuto riconoscimenti e nomination, tra cui una menzione speciale al Catalonian International Film Festival e una nomination al Bronze Horse al Stockholm Film Festival (AllMovie) (Showtimes).
Dopo "Shadow of the Vampire", Merhige ha diretto "Suspect Zero" nel 2004, un thriller con Ben Kingsley e Aaron Eckhart. Oltre ai lungometraggi, ha lavorato a numerosi video musicali per artisti come Marilyn Manson, dirigendo i video di "Cryptorchid" e "Antichrist Superstar" (Showtimes).
Oltre al cinema, Merhige ha avuto una carriera nel teatro, dirigendo opere come "A Dream Play", "A Midsummer Night's Dream" e "Waiting for Godot". Ha anche tenuto lezioni di estetica presso istituzioni come il Carnegie Mellon Museum e l'American Film Institute (Showtimes).
Attualmente, Merhige vive a Los Angeles, California, e continua a contribuire al mondo dell'arte visiva e del cinema con il suo approccio distintivo e sperimentale (AllMovie).

## Filmografia

### Regista
- Implosion - mediometraggio (1983)
- Spring Reign - cortometraggio (1984)
- A Taste of Youth - cortometraggio (1985)
- Begotten (1991)
- L'ombra del vampiro (Shadow of the Vampire) (2000)
- Suspect Zero (2004)
- Din of Celestial Birds - cortometraggio (2006)
- Polia & Blastema - mediometraggio (2021)

### Sceneggiatore
- Implosion, regia di E. Elias Merhige - mediometraggio (1983)
- Begotten, regia di E. Elias Merhige (1991)
- Din of Celestial Birds, regia di E. Elias Merhige - cortometraggio (2006)

### Produttore
- Begotten, regia di E. Elias Merhige (1991)
- Suspect Zero, regia di E. Elias Merhige (2004)
- Din of Celestial Birds, regia di E. Elias Merhige - cortometraggio (2006)

## Video musicali
- Cryptorchid, di Marilyn Manson
- Antichrist Superstar, di Marilyn Manson - inedito
- The Heinrich Maneuver, degli Interpol